# André Ooijer
André Antonius Maria Ooijer (wym. [ˈoː.jər]; ur. 11 lipca 1974 w Amsterdamie) – holenderski piłkarz grający na pozycji obrońcy. Z reprezentacją Holandii, w której barwach rozegrał 41 meczów, dotarł do półfinału Mistrzostw Świata 1998; znalazł się także w kadrze powołanej przez Marco van Bastena na mundial 2006. Od 1997 do 2006 roku był zawodnikiem PSV Eindhoven. Sześciokrotnie triumfował z nim w rozgrywkach o mistrzostwo kraju i raz doszedł do półfinału Ligi Mistrzów. W 2006 roku przeszedł do angielskiego Blackburn Rovers za sumę 3 milionów euro. W 2009 roku powrócił do PSV Eindhoven. Obecnie jest wolnym piłkarzem, gdyż nie dostał propozycji przedłużenia kontraktu w PSV Eindhoven, które zastąpiło go byłym zawodnikiem klubu Wisła Kraków Marcelo. Po mundialu 2010 zakończył reprezentacyjną karierę razem z Giovannim van Bronckhorstem. 9 sierpnia 2010 roku podpisał roczny kontrakt z Ajaksem Amsterdam.

## Kariera
| Sezon   | Klub             | Rozgrywki   | Mecze | Bramki |
| ------- | ---------------- | ----------- | ----- | ------ |
| 1994/95 | FC Volendam      | Eredivisie  | 32    | 4      |
| 1995/96 | Roda Kerkrade    | Eredivisie  | 23    | 1      |
| 1996/97 | Roda Kerkrade    | Eredivisie  | 33    | 2      |
| 1997/98 | Roda Kerkrade    | Eredivisie  | 19    | 6      |
| 1997/98 | PSV Eindhoven    | Eredivisie  | 12    | 2      |
| 1998/99 | PSV Eindhoven    | Eredivisie  | 21    | 2      |
| 1999/00 | PSV Eindhoven    | Eredivisie  | 18    | 1      |
| 2000/01 | PSV Eindhoven    | Eredivisie  | 20    | 2      |
| 2001/02 | PSV Eindhoven    | Eredivisie  | 26    | 5      |
| 2002/03 | PSV Eindhoven    | Eredivisie  | 32    | 3      |
| 2003/04 | PSV Eindhoven    | Eredivisie  | 15    | 2      |
| 2004/05 | PSV Eindhoven    | Eredivisie  | 24    | 2      |
| 2005/06 | PSV Eindhoven    | Eredivisie  | 24    | 0      |
| 2006/07 | Blackburn Rovers | Premiership | 20    | 0      |
| 2007/08 | Blackburn Rovers | Premiership | 27    | 0      |
| 2008/09 | Blackburn Rovers | Premiership | 32    | 2      |
| 2009/10 | PSV Eindhoven    | Eredivisie  | 25    | 0      |

## Sukcesy piłkarskie
- mistrzostwo Holandii 2000, 2001, 2003, 2004, 2005 i 2006, Puchar Holandii 2005, Superpuchar Holandii 2000, 2001, 2003 oraz półfinał Ligi Mistrzów 2005 z PSV Eindhoven
- w reprezentacji Holandii od 1999 roku rozegrał ponad 50 meczów i strzelił 3 gole – IV miejsce w mistrzostwach świata 1998 (jako rezerwowy).